# Peeter Luksep
Peeter Luksep (* 29. Januar 1955 in Hammarby; † 8. September 2015 in Stockholm) war ein schwedisch-estnischer Wirtschaftswissenschaftler und Politiker.

## Leben
Peeter Luksep wurde als Sohn des estnischen Mediziners Friedrich Luksep(p) (1920–2013) geboren. Während des Zweiten Weltkriegs floh der Vater 1943 nach Finnland, ein Jahr später nach Schweden.
1973/1974 arbeitete Peeter Luksep bei der schwedischen Götabanken. Er studierte von 1974 bis 1981 an der Handelshochschule Stockholm.  Von 1980 bis 1983 war er Referent beim Landrat von Stockholms län. 1978/1979, von 1983 bis 1991 und erneut ab 1995 war er in führender Position beim schwedischen PR-Beratungsunternehmen Kreab beschäftigt, das der konservativen schwedischen Partei Moderata samlingspartiet nahesteht.
Außerdem engagierte er sich selbst politisch. Von 1979 bis 1988 gehörte Luksep dem Stadtrat von Stockholm an. Von 1991 bis 1995 war Luksep für die Moderata samlingspartiet Abgeordneter im schwedischen Reichstag. Von 1992 bis 1994 gehörte er der Parlamentarischen Versammlung des Europarates an.
Daneben war Lupsep stark in estnischen Exilkreisen in Schweden engagiert. Von 1979 bis 1992 gehörte er unter anderem dem Estnischen Nationalrat (Eesti Rahvusnõukogu) an. Er war eine der treibenden Kräfte der „Montagsbewegung“ (Måndagsrörelsen), die in der schwedischen Politik mehr Verständnis für den Freiheitskampfs des Baltikum wecken wollte. Vom 20. Juni 1990 bis zum 7. Oktober 1992 war Luksep estnischer Finanzminister in der letzten Exil-Regierung unter Enno Penno (Kabinett Penno). In der Umbruchphase der Loslösung Estlands von der Sowjetunion und der Wiedererlangung der estnischen Unabhängigkeit gehörte Luksep dem 1990 gewählten Estnischen Kongress (Eesti Kongress) an, der Versammlung der estnischen demokratischen Opposition und von Exilesten.